# بطولة اتحاد آسيان لكرة القدم
بطولة أسيان لكرة القدم (بطولة AFF) هي مسابقة كرة قدم دولية تقام مرة كل سنتين وينظمها اتحاد أسيان لكرة القدم. وهي مؤلفة من منتخبات جنوب شرق آسيا.
حامل لقب النسخة الماضية هو منتخب ماليزيا بعد فوزها على إندونيسيا في النهائي 4–2 بمجموع المباراتين.
منذ تدشينها سبق لمنتخبات سنغافورة وتايلاند الفوز 3 مرات بالكأس بينما فازت ماليزيا وفيتنام مرة واحدة. إندونيسيا لم تفز في أي نسخة لكن الوصيفة أربع مرات، أكثر من أي فريق آخر.

## وصلات خارجية
- اتحاد أسيان لكرة القدم الموقع الرسمي